# Sitemaps
Sitemaps — це XML-файл з інформацією для пошукових систем (таких як Google, Yahoo, Ask.com, Bing) про сторінки вебсайту, які підлягають індексації. Sitemaps може допомогти пошуковикам визначити розташування сторінок сайту, час їхнього останнього поновлення, частоту оновлення та важливість щодо інших сторінок сайту для того, щоб пошукова машина змогла більш розумно індексувати сайт.
Використання протоколу Sitemaps не є гарантією того, що вебсторінки будуть проіндексовані пошуковими системами, це всього лише додаткова підказка для сканерів, які зможуть виконати ретельніше сканування Вашого сайту.

## Формат протоколу Sitemap
Формат протоколу Sitemap складається з XML-тегів. У файлі необхідно використовувати кодування UTF-8.

## Приклад XML-файлу Sitemap
Нижче наведено приклад файлу Sitemap, в якому міститься тільки одна URL-адреса та використані всі необов'язкові теги.
```
<?xml version = "1.0" encoding = "UTF-8"?>

<urlset
 
xmlns=
"http://www.sitemaps.org/schemas/sitemap/0.9"
>

 
<url>

 
<loc>
 
http://example.com/
</loc>

 
<lastmod>
 
2005-01-01
 
</lastmod>

 
<changefreq>
 
monthly
 
</changefreq>

 
<priority>
 
0.8
 
</priority>

 
</Url>

</Urlset>

```

## Використання файлів індексу Sitemap
Можна надати декілька файлів Sitemap, однак у кожному з цих файлів має бути не більше 50000 URL, а розмір кожного з цих файлів не повинен перевищувати 10 МБ. При необхідності файл Sitemap можна стиснути за допомогою архіватора gzip, щоб його розмір не перевищував 10 МБ, і тим самим зменшити вимоги до пропускної здатності каналу.
Якщо необхідно перерахувати більше ніж 50000 URL, слід створити декілька файлів Sitemap, при цьому необхідно перерахувати кожний з цих файлів у файлі індексу Sitemap (Sitemap index). Формат файлу індексу Sitemap схожий на формат файлу Sitemap.
Детальна інформація про використання файлів індексу Sitemap на офіційному сайті: sitemaps.org [Архівовано 21 липня 2011 у Wayback Machine.].

## Інші формати файлу Sitemap
- Канал синдикації (RSS 2.0, а також Atom 0.3 або 1.0)
- Текстовий файл (у текстовому файлі в кожному рядку повинен бути тільки один URL)

## Розташування файлу Sitemap
Рекомендується розташовувати файл Sitemap в кореневій директорії сервера, щоб посилання виглядала приблизно так: http://example.com/sitemap.xml%5Bнедоступне+посилання+з+серпня+2019%5D.
- Всі посилання, перераховані у файлі Sitemap, повинні знаходитися в тому ж домені, що і сам Sitemap.
Наприклад, якщо файл Sitemap перебуває за адресою http://arquivo.pt/wayback/20120125215620/http://www.example.com/sitemap.xml, то він не може містити посилання сторінок з доменів http://subdomain.example.com%5Bнедоступне+посилання+з+лютого+2019%5D або http://example.com [Архівовано 26 січня 2018 у Wayback Machine.].
- Посилання у файлі Sitemap повинні вказувати на сторінки, що знаходяться в тому ж каталозі (або його підкаталогах), що і сам файл Sitemap.
Наприклад, якщо файл Sitemap перебуває на http://www.example.com/catalog/sitemap.xml%5Bнедоступне+посилання+з+лютого+2019%5D, то він не може містити посилання на сторінки http://www.example.com/page.html%5Bнедоступне+посилання+з+лютого+2019%5D або http://www.example.com/dir/page.html%5Bнедоступне+посилання+з+лютого+2019%5D.
- Посилання, зазначені у файлі Sitemap повинні використовувати той же протокол (наприклад, HTTP), за яким доступний файл Sitemap.
Це означає, що якщо файл Sitemap знаходиться на http://arquivo.pt/wayback/20120125215620/http://www.example.com/sitemap.xml, то він не може містити посилання типу https://www.example.com/page.html%5Bнедоступне+посилання+з+лютого+2019%5D і ftp://www.example.com/file.doc%5Bнедоступне+посилання+з+лютого+2019%5D.

## Перевірка файлу Sitemap
Для визначення елементів і атрибутів, які можуть з'являтися у файлах Sitemap, використовуються наступні XML-схеми:
- Для файлів Sitemap: http://www.sitemaps.org/schemas/sitemap/0.9/sitemap.xsd [Архівовано 6 липня 2010 у Wayback Machine.]
- Для файлів індексу Sitemap: http://www.sitemaps.org/schemas/sitemap/0.9/siteindex.xsd [Архівовано 6 липня 2010 у Wayback Machine.]

## Повідомлення для сканерів пошукових систем
Після того, як файл Sitemap створений та розміщений на вебсервері, необхідно повідомити про місцезнаходження цього файлу пошуковим системам, що підтримують цей протокол. Це можна зробити наступним чином:
- за допомогою інтерфейсу пошукової системи
- вказавши місце розташування файлу Sitemap у файлі robots.txt
- виславши HTTP-запит

Потім пошукові системи зможуть отримати файл Sitemap і дозволити своїм сканерам доступ до URL-адресами.

### Використання файлу robots.txt
Щоб повідомити пошуковим системам місце розташування файлу Sitemap, можна в robots.txt додати рядок виду:
```
Sitemap: sitemap_location
```

Де <sitemap_location> — повний URL файлу Sitemap, наприклад: http://arquivo.pt/wayback/20120125215620/http://www.example.com/sitemap.xml.

### Використання HTTP-запиту
Можна вказати пошуковим системам місцезнаходження файлу Sitemap за допомогою HTTP-запиту, використовуючи таблицю:
| Пошукова система | Адреса | Опис                                                                        |
| ---------------- | --- | --------------------------------------------------------------------------- |
| Google           | http://google.com/webmasters/sitemaps/ping?sitemap= | Оновлення файлу Sitemap [Архівовано 26 грудня 2007 у Wayback Machine.]      |
| Яндекс           | http://webmaster.yandex.ru/wmconsole/sitemap_list.xml?host= | Файли Sitemap [Архівовано 6 березня 2011 у Wayback Machine.]                |
| Yahoo!           | http://search.yahooapis.com/SiteExplorerService/V1/updateNotification?appid=SitemapWriter&url= http://search.yahooapis.com/SiteExplorerService/V1/ping?sitemap= | Does Yahoo! support Sitemaps? [Архівовано 3 жовтня 2009 у Wayback Machine.] |
| Ask.com          | http://submissions.ask.com/ping?sitemap= | Q: Does Ask.com support sitemaps?                                           |
| Bing             | http://www.bing.com/webmaster/ping.aspx?siteMap= | Bing Webmaster Center [Архівовано 3 грудня 2010 у Wayback Machine.]         |

Де <sitemap_location> необхідно замінити на повний URL файлу Sitemap.
Наприклад, щоб додати файл http://arquivo.pt/wayback/20120125215620/http://www.example.com/sitemap.xml у пошуковик Google, потрібно відправити HTTP-запит http://www.google.com/webmasters/sitemaps/ping?sitemap=http://www.example.com/sitemap.xml.